# Burg Schwabsburg
Die Burg Schwabsburg (Rabenturm) ist die Ruine einer Höhenburg auf etwa 120 m ü. NN, auf einem Bergsporn, U-förmig umschlossen vom Stadtteil Schwabsburg der Stadt Nierstein im Landkreis Mainz-Bingen in Rheinland-Pfalz.

## Geschichte
Die Schwabsburg wurde vermutlich um 1210 gegründet und fand ihre erste urkundliche Erwähnung 1257 in einer Königsurkunde von Richard von Cornwall als Stützpunkt der staufischen Herrschaft am Rhein.
Im 14. Jahrhundert kam die Burg als Pfand des Reiches für 60 Jahre an den Mainzer Erzbischof und wurde danach Eigentum der Kurfürsten von der Pfalz. Ritter Wigand von Dienheim († 26. November 1331) erhielt 1316 wegen seines hohen Ansehens bei Kaiser Ludwig IV. (HRR), Schloss Schwabsberg zu Lehen.
Im Dreißigjährigen Krieg wurde die Burg, wie die ganze linksrheinische Unterpfalz, ab 1620 von einem Heer unter der Führung des spanischen Feldherrn und Generals Ambrosio Spinola oder seines Nachfolgers Gonzalo Fernández de Córdoba ab Frühjahr 1621 zerstört. 1799 ist die Burg nach ihrer Versteigerung abgebrochen worden.
| Zeittafel: | |
| \| 1125 – 1245/50 \| Vermutliche Erbauung der Burg. Wer sie errichtete, ist nicht bekannt. Der Bergfried wurde aus Kalkstein gebaut, nicht wie sonst üblich aus farbigem Sandstein. \| \| 1246 \| Die Verwaltung der Burg wurde vom König an ein Geschlecht übertragen, das den Namen der Burg trug. \| \| 1257 \| Erste urkundliche Erwähnung der Burg durch König Richard von Cornwall, der dem Rheingrafen Werner die Schwabsburg belehnte. \| \| 1274 \| Besitzer der Burg war Philipp der Ältere von Hohenfels. \| \| 1315 \| König Ludwig verpfändete Oppenheim und Nierstein mitsamt ihren Burgen an den Mainzer Erzbischof Peter von Aspelt. \| \| 1353 \| Erzbischof Gerlach gab die Schwabsburg zurück. \| \| 1356 \| Kaiser Karl IV. verpfändete die Burg an Mainz. \| \| 1367 \| König Wenzel verpfändete die Schwabsburg mit anderen Gütern an Pfalzgraf Ruprecht I. Sie blieb bis zum Ende des 18. Jahrhunderts in der Verfügungsgewalt der Kurfürsten von der Pfalz. \| \| 1620 \| Im Dreißigjährigen Krieg zerstörten die Spanier unter Feldherr Spinola die Burg. \| \| 1689 \| Nach Brillmayer wurde die Schwabsburg zusammen mit der Burg Landskrone während der Besetzung der Pfalz durch die Franzosen am 31. Mai 1689 zerstört. \| \| 1799 \| Bestehende Mauern, zerstörte Wohn- und Wirtschaftsgebäude wurden versteigert und abgerissen. \| | |
| 1125 – 1245/50 | Vermutliche Erbauung der Burg. Wer sie errichtete, ist nicht bekannt. Der Bergfried wurde aus Kalkstein gebaut, nicht wie sonst üblich aus farbigem Sandstein.                         |
| 1246 | Die Verwaltung der Burg wurde vom König an ein Geschlecht übertragen, das den Namen der Burg trug.                                                                                     |
| 1257 | Erste urkundliche Erwähnung der Burg durch König Richard von Cornwall, der dem Rheingrafen Werner die Schwabsburg belehnte.                                                            |
| 1274 | Besitzer der Burg war Philipp der Ältere von Hohenfels. |
| 1315 | König Ludwig verpfändete Oppenheim und Nierstein mitsamt ihren Burgen an den Mainzer Erzbischof Peter von Aspelt.                                                                      |
| 1353 | Erzbischof Gerlach gab die Schwabsburg zurück. |
| 1356 | Kaiser Karl IV. verpfändete die Burg an Mainz. |
| 1367 | König Wenzel verpfändete die Schwabsburg mit anderen Gütern an Pfalzgraf Ruprecht I. Sie blieb bis zum Ende des 18. Jahrhunderts in der Verfügungsgewalt der Kurfürsten von der Pfalz. |
| 1620 | Im Dreißigjährigen Krieg zerstörten die Spanier unter Feldherr Spinola die Burg. |
| 1689 | Nach Brillmayer wurde die Schwabsburg zusammen mit der Burg Landskrone während der Besetzung der Pfalz durch die Franzosen am 31. Mai 1689 zerstört.                                   |
| 1799 | Bestehende Mauern, zerstörte Wohn- und Wirtschaftsgebäude wurden versteigert und abgerissen.                                                                                           |

## Anlage
Von der ehemaligen Burganlage sind nur der Bergfried und Teile der Ringmauer erhalten. Der annähernd quadratische Bergfried hat vom Fuß bis ca. 4 Meter unterhalb der Oberkante eine Seitenlänge von 10,2 bis 10,4 Metern, darüber nach einem kleinen Absatz von ca. 9,7 bis 9,9 Metern. Aufgrund des unterschiedlich hohen Geländes am Turm ragt er an der Nordecke 24 Meter, an der Ostecke jedoch nur 22,2 Meter bis zur Aussichtsplattform empor. Diese umfasst die gesamte obere Fläche, ist jedoch ringsum mit einer 1,1 Meter hohen Metallbrüstung gesichert. Von hier bietet sich ein guter Ausblick in Richtung Nierstein, in die Rheinebene sowie über Schwabsburg zu den umliegenden Weinbergen.
Die etwa 3,5 Meter dicken Mauern des Turms sind mit Buckelquadern verkleidet. Der heutige Zugang in Form einer 1,53 Meter hohen verschließbaren Rundbogentür befindet sich oberhalb von drei Steinstufen an der Nordostseite des Turms. Im Innern folgt nach wenigen Metern eine gerade Steintreppe mit neuen Stufen, die zu einer 1963/64 eingebauten rechtsdrehenden Stahlspindeltreppe mit fünfundsechzig Stufen führt. Auf dieser erreicht man nach vierundvierzig Stufen den ursprünglichen Hocheingang, der an der Südwestseite des Turms in 11 Meter Höhe liegt. Am Ende der Stahltreppe folgt ein Zwischenpodest, von dem eine leicht nach links drehende steilere Steintreppe mit achtundzwanzig höheren Stufen zur Aussichtsplattform führt. Der nach Nordosten geöffnete wettergeschützte Austritt überragt die Plattform um 2,3 Meter. Da der Turm außer wenigen Schießscharten keine Fenster besitzt, wurde im Innern eine über Bewegungsmelder gesteuerte Beleuchtungsanlage installiert. Die Schildmauer an der Westseite des Bergfrieds hatte eine Stärke von 2,8 Meter.

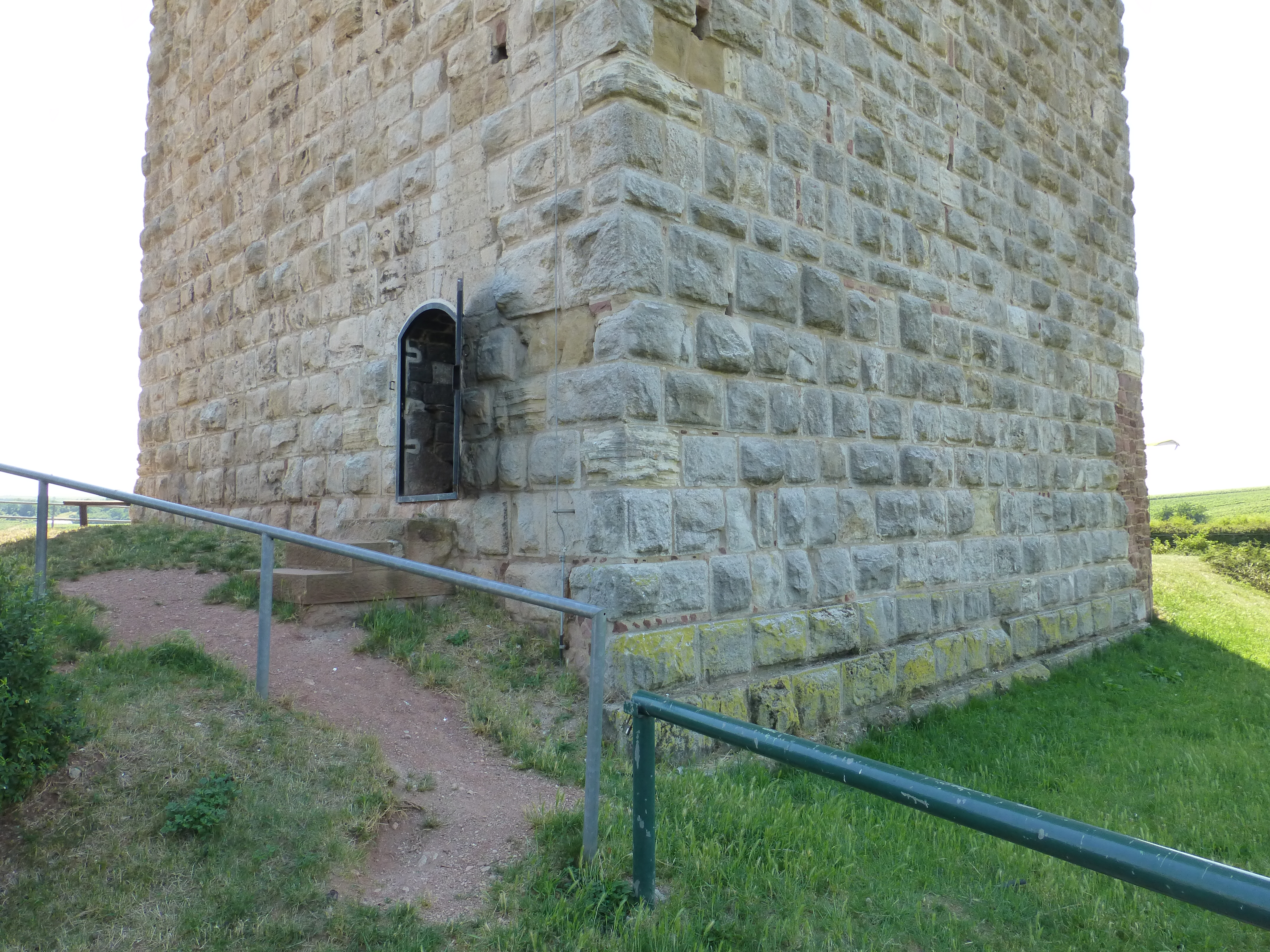
Blick auf die Nordecke des Bergfrieds mit heutigem Eingang
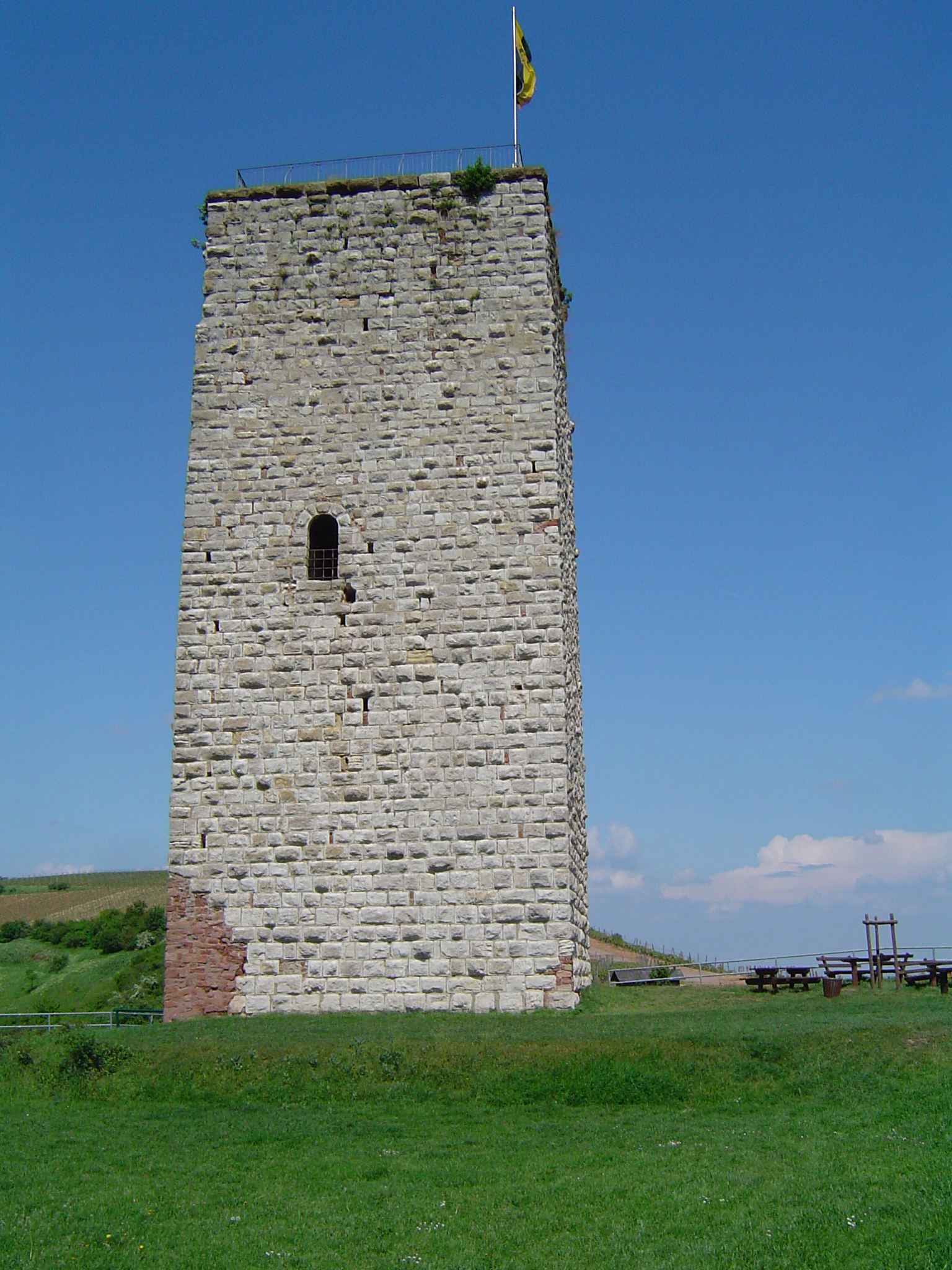
Bergfried mit ehemaligen Eingang in 11 Meter Höhe
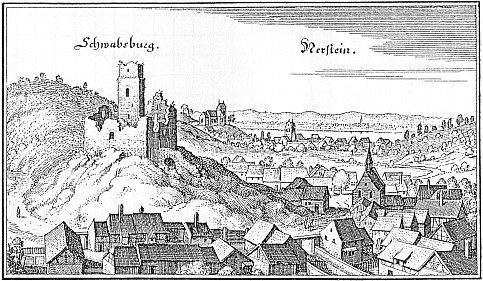
Schwabsburg – historische Ansicht
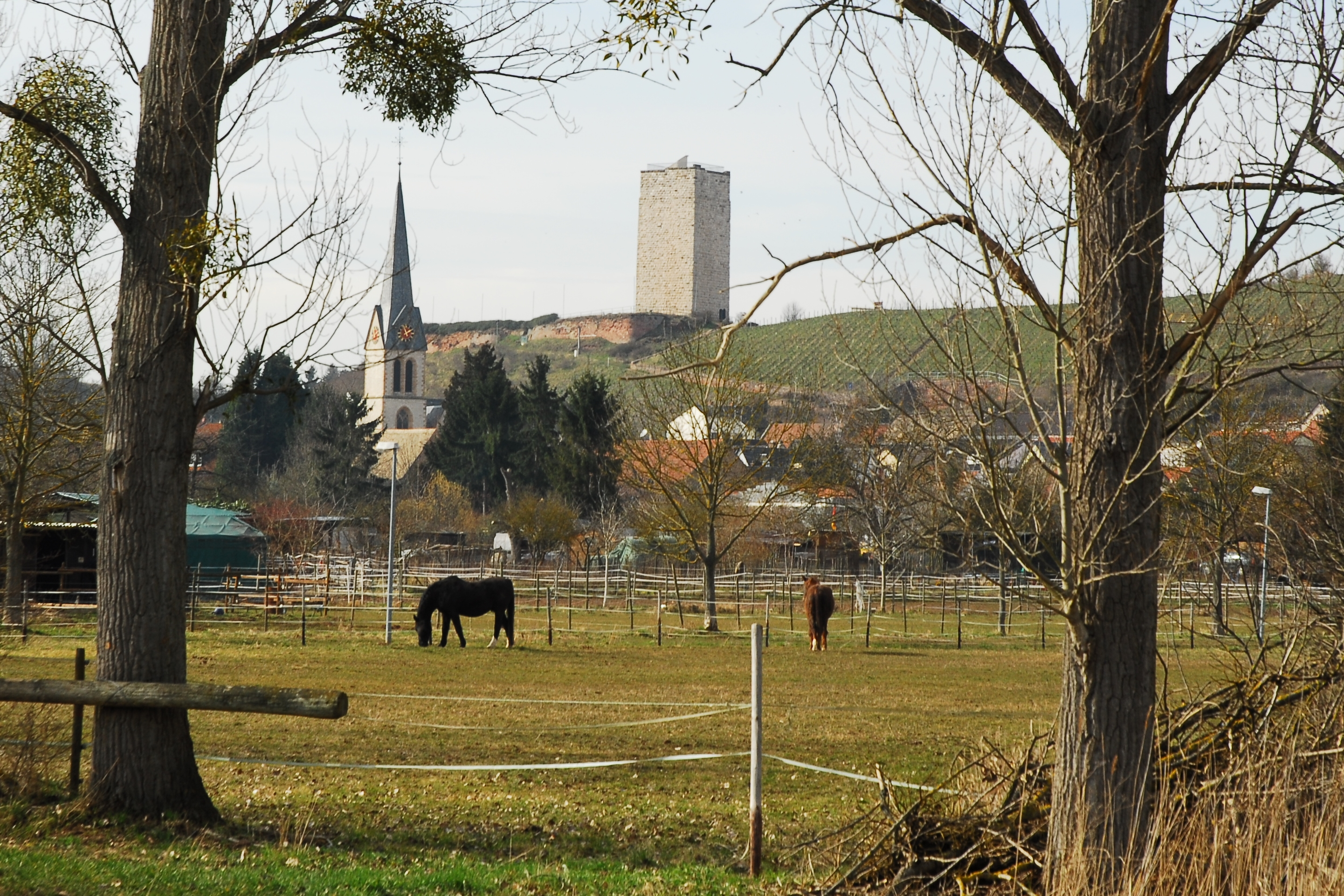
Schwabsburg – Blick vom Ostrand des gleichnamigen Stadtteils von Nierstein
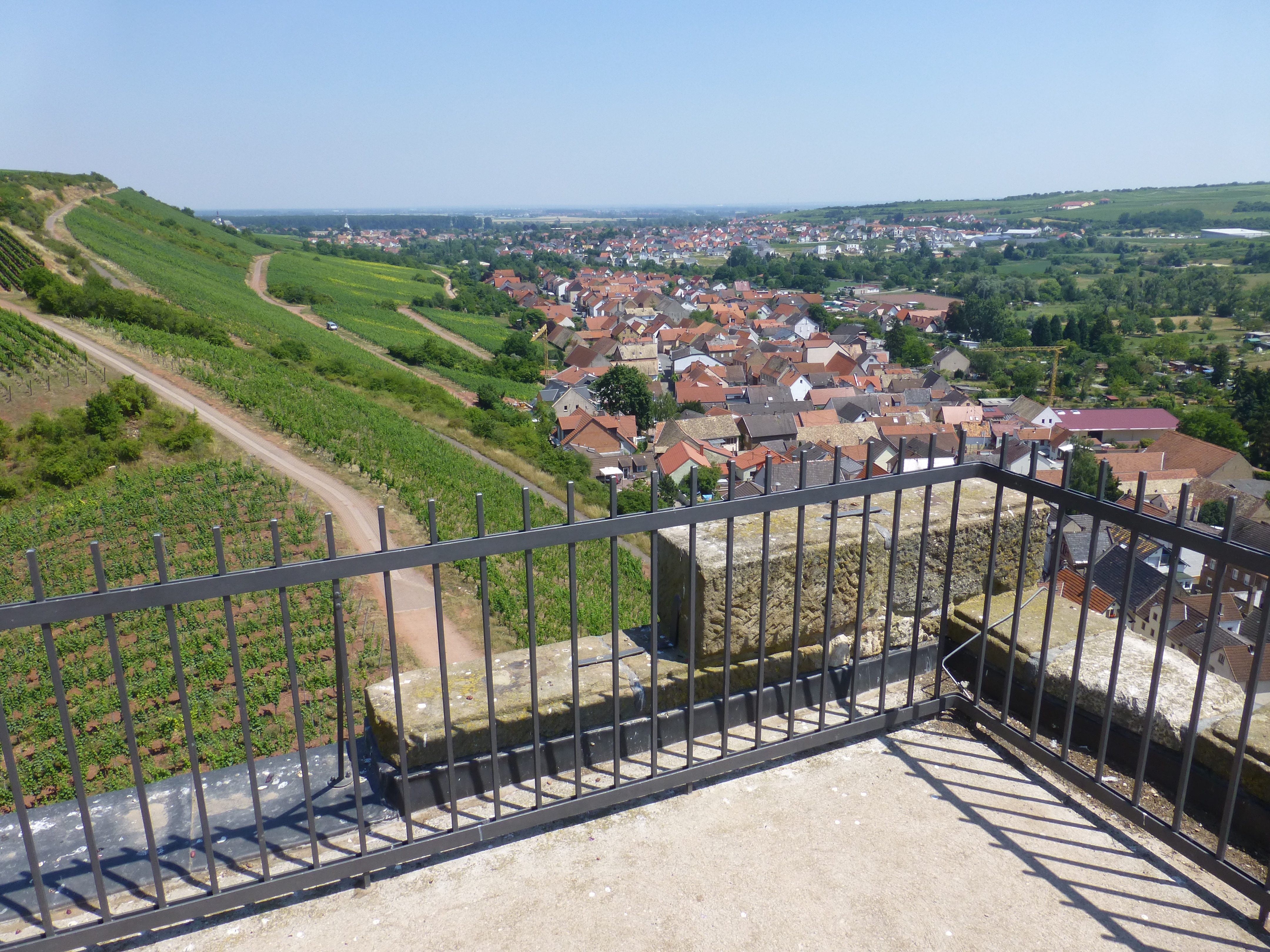
Blick vom Bergfried in östliche Richtung auf Schwabsburg und Nierstein